# 多扎維爾 (伊利諾伊州)
多扎維爾（英語：Dozaville）是位於美國伊利諾伊州蘭道夫縣的一個非建制地區。該地的面積和人口皆未知。

## 地理
多扎維爾的座標為37°54′25″N 89°57′23″W / 37.90694°N 89.95639°W，而該地的平均海拔高度為115米（即377英尺）。